# 林煜傑
林 煜傑（りん いくけつ、リン・ユーチー、英語: Lin Yu-chieh、2000年5月19日 - ）は、台湾の男子バドミントン選手。

## 経歴
2022年から2023年まで、同い年の蘇力瑋とペアを組み、世界ランクは最高で51位まで到達。
2024年からは、3歳年下の陳子睿とペアを組む。
6月のオーストラリア・オープンでは、準々決勝でジュナイディ・アリフ / ヤプ・ロイキンを破って銅メダルを獲得した。